# Manuel António Pina
Manuel António Pina (* 18. November 1943 in Sabugal; † 19. Oktober 2012 in Porto) war ein portugiesischer Journalist und Schriftsteller. 

## Leben
Der studierte Jurist Pina ist von Hause aus Journalist und schreibt regelmäßig Kolumnen in portugiesischen Zeitungen. Beim Jornal de Notícias in Porto war er auch als Herausgeber und Chefredakteur tätig. 
Sein erstes lyrisches Werk, Ainda Não É o Fim nem o Princípio do Mundo Calma É Apenas Um Pouco Tarde, veröffentlichte er 1974. Zu seinen Hauptarbeiten zählen Kinderbücher und Übersetzungen. Daneben schrieb er auch für Theater, Film und Fernsehen. Oft zeichnen sich seine Bücher durch einen ungewöhnlichen Gebrauch des Portugiesischen aus. Pina wurde in mehrere Sprachen übersetzt.
2011 erhielt er mit dem Prémio Camões den wichtigsten Literaturpreis seines Landes. Die vielköpfige Jury mit Ana Paula Tavares erkannte Pina die Auszeichnung einstimmig zu. 